# 和平圳
和平圳為一座位於臺灣臺東縣鹿野鄉的小型灌溉水圳系統，水圳最初於日治時期由當地平地原住民自行開鑿建成，其舊名為擺仔擺圳，目前由臺東農田水利會鹿野工作站進行管理與維護。

## 沿革
和平圳於西元1911年（民國前1年，明治44年）台灣日治時期由當地原住民建成，當時水圳名稱為擺仔擺圳。
擺仔擺圳自日治時期建成以來時常遭到颱風侵襲後而圳路崩壞，導致當地民眾整年都必須重新修築圳道，甚至有棄圳另闢新圳的念頭產生。
每逢颱風侵襲圳路損壞後重新修築的狀況直到中華民國接管臺灣後，1951年(民國40年)，當時吳國楨省府令台東農田水利會進行修整，於1951年(民國40年)2月1日將該工程技術部分發包開工，同時號召位於擺仔擺圳灌溉區內的民眾協助挖掘土方。然因施工期間已完成之圳路又遭洪水流失。導致整體改善工程遲至1956年(民國45年)12月底才完工通水。
改善工程完工後，擺仔擺圳不再是因當時臺東地區最難治之埤圳而出名，而該圳名也由於擺仔擺之名諧音為壞了壞，故改名為和平圳。

## 設施

### 進水口
和平圳進水口設於鹿鳴溪下游接鹿鳴溪左岸堤防處，總引入流量0.800C.M.S.水量。因鹿鳴溪之溪水流量不穩定，因此台東農田水利會另開一條長達2.5公里的導水路將鄰近鹿野溪之溪水穿過鹿野溪與鹿鳴溪之間沙洲導進和平圳進水口前。

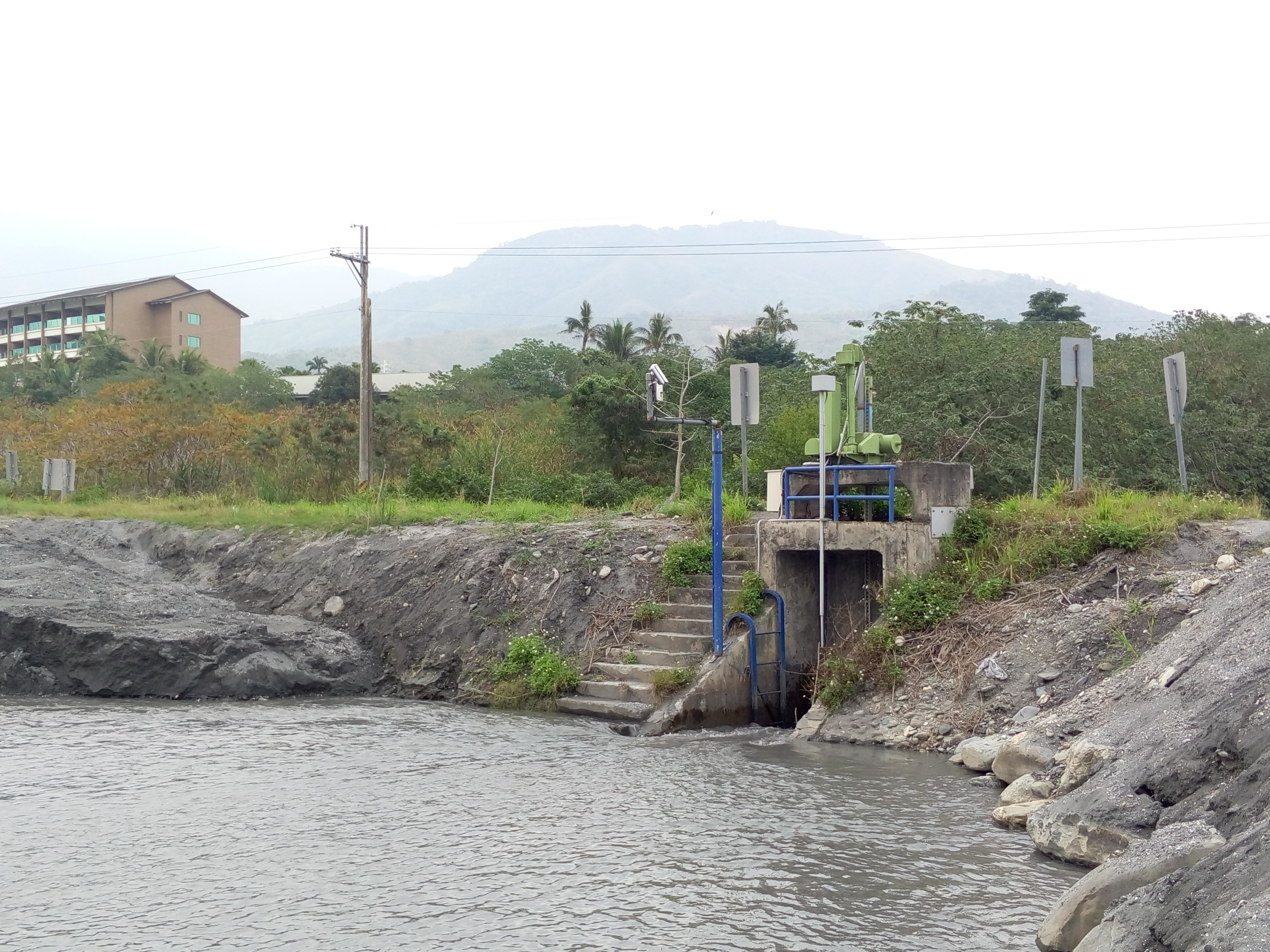
和平圳進水口
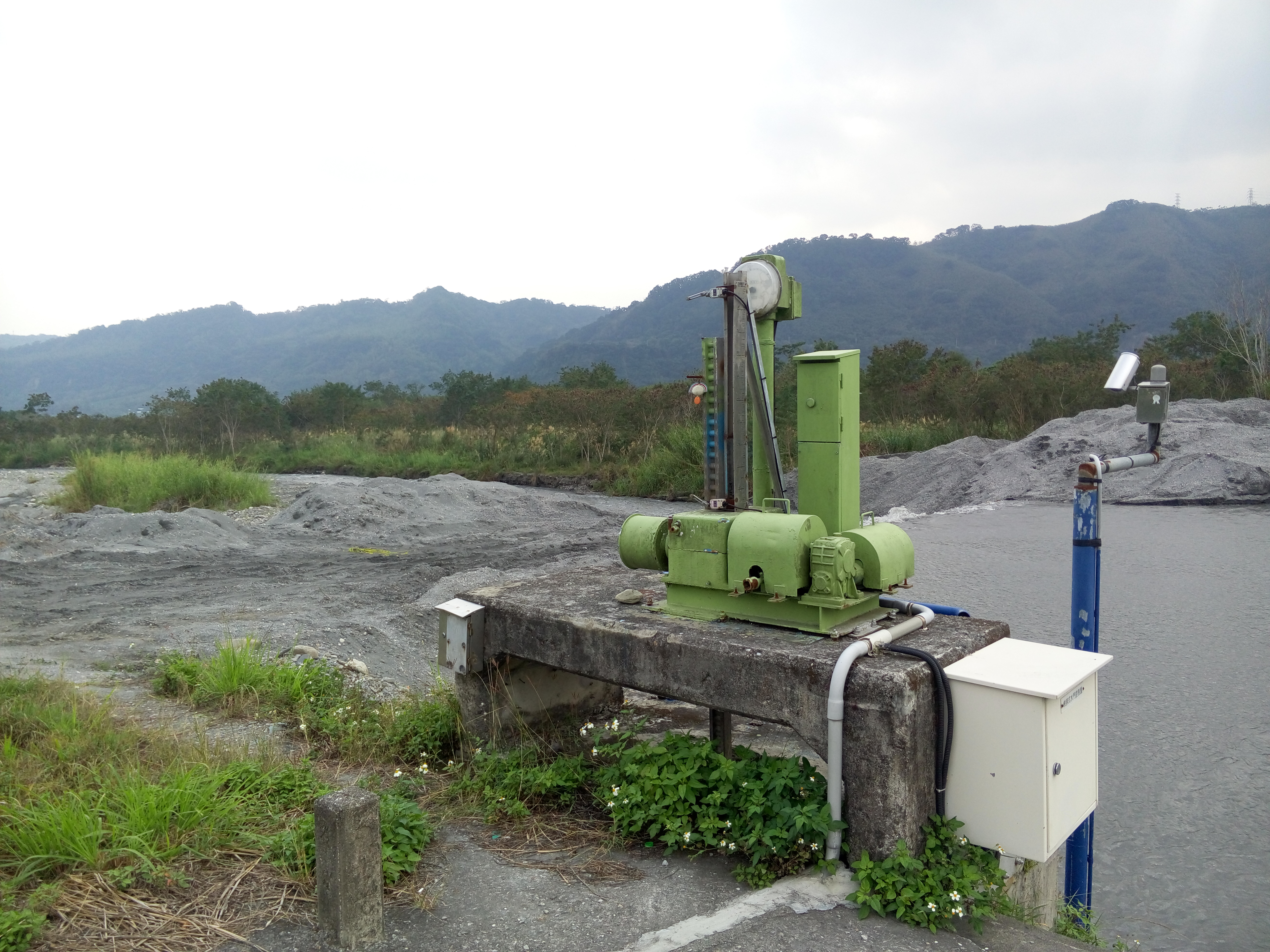
和平圳進水口閘門控制閥
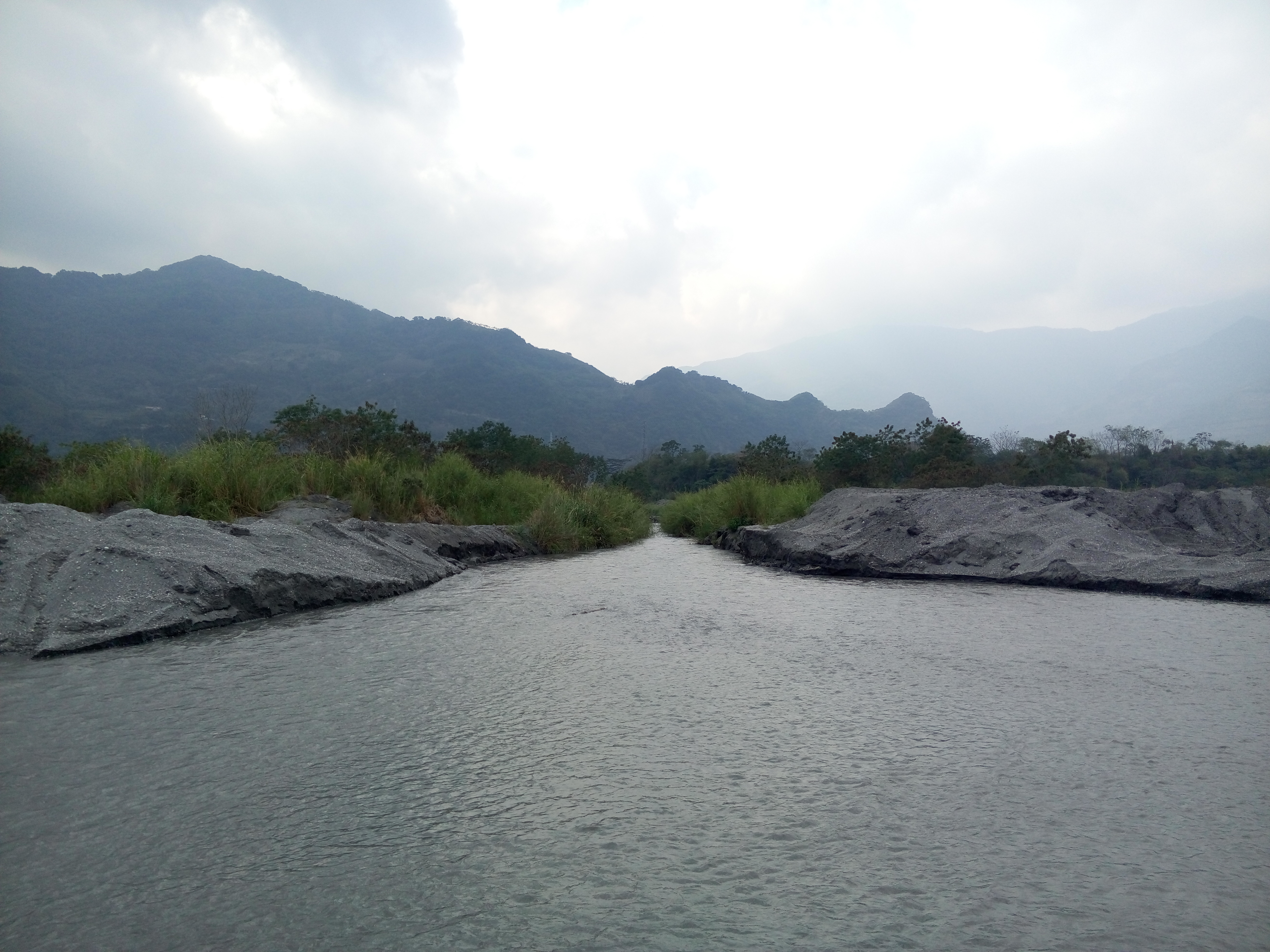
來自鹿野溪，長2.5公里的導水路
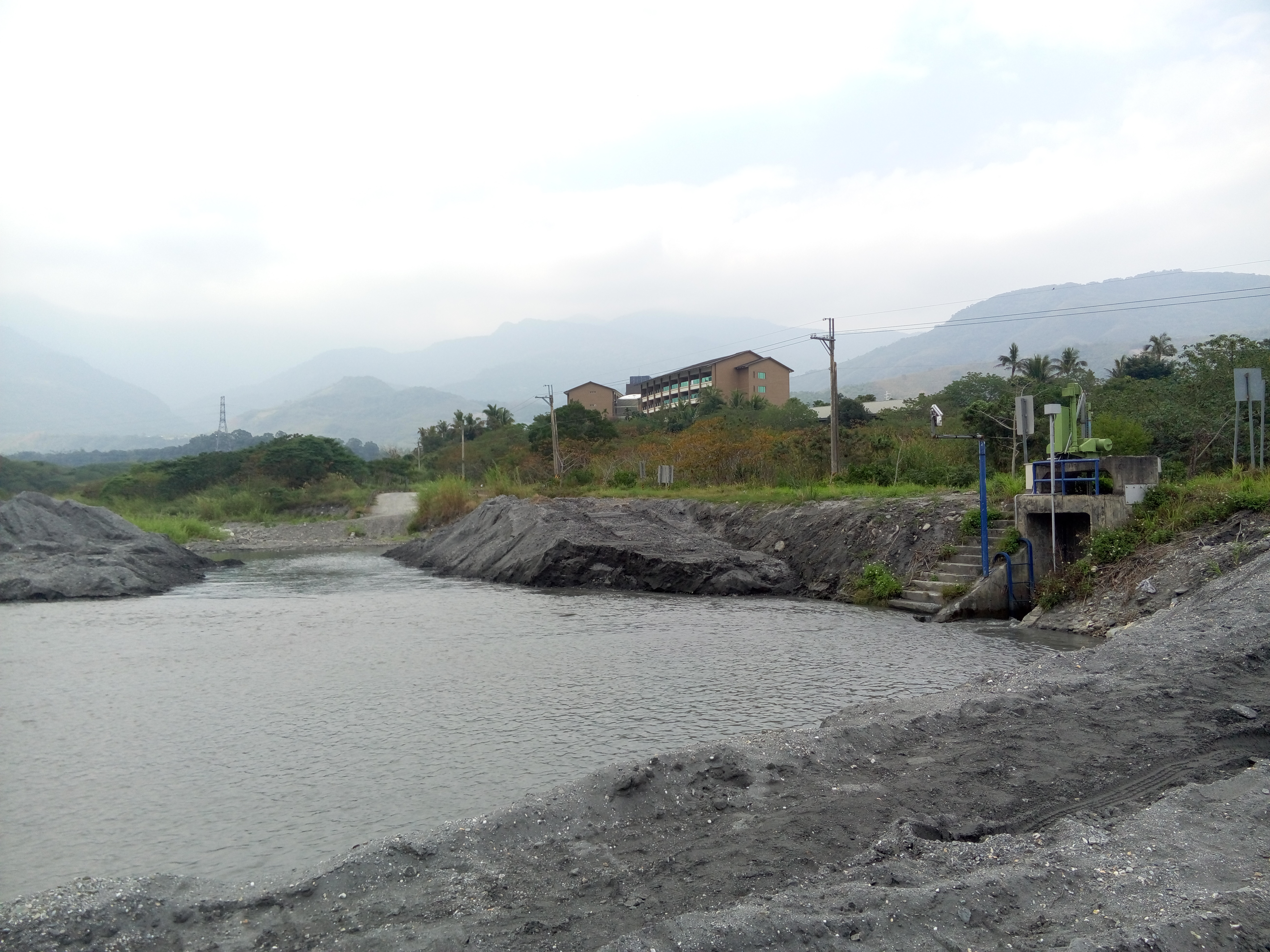
和平圳進水口遠觀
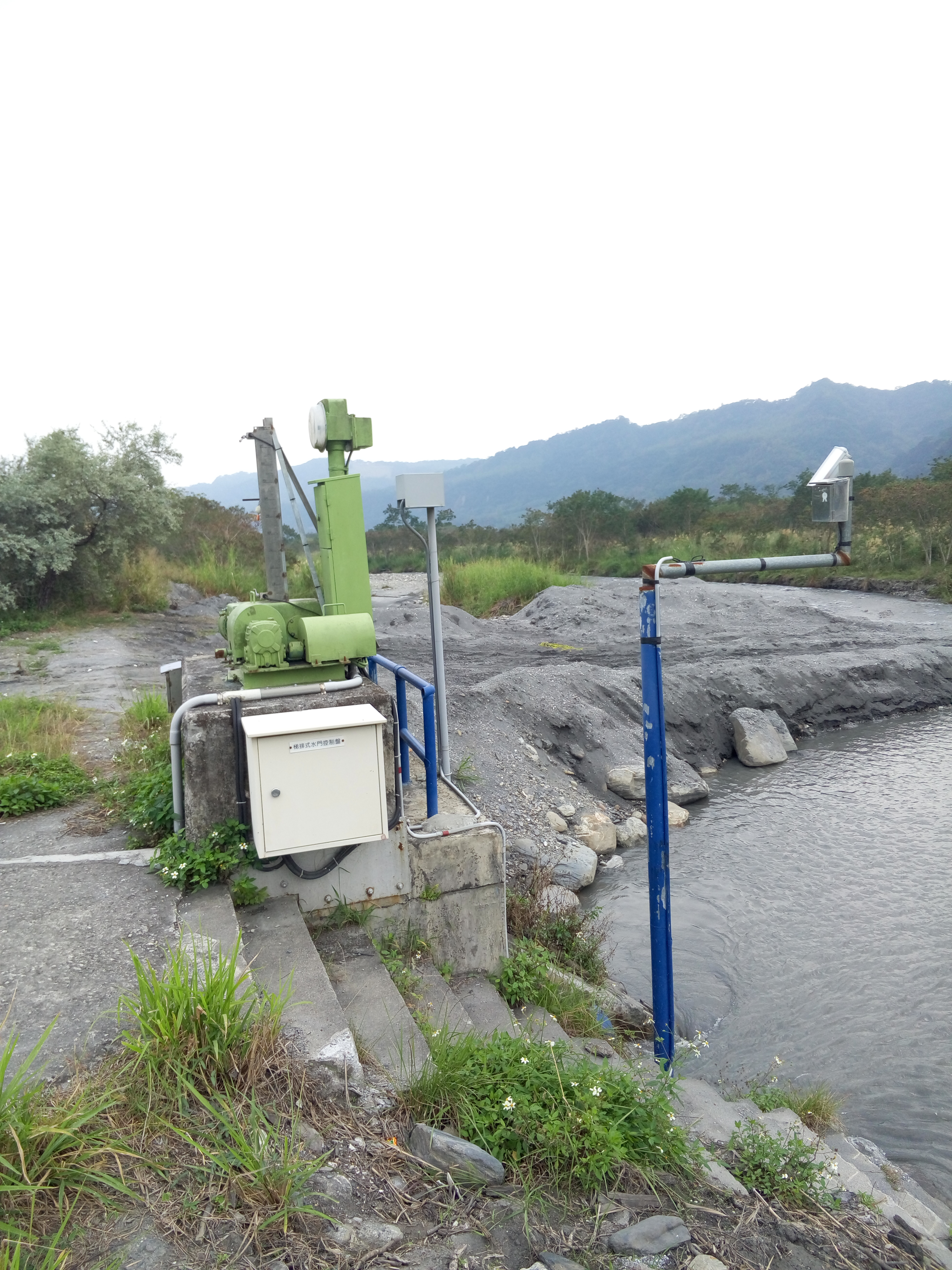
和平圳進水口側面
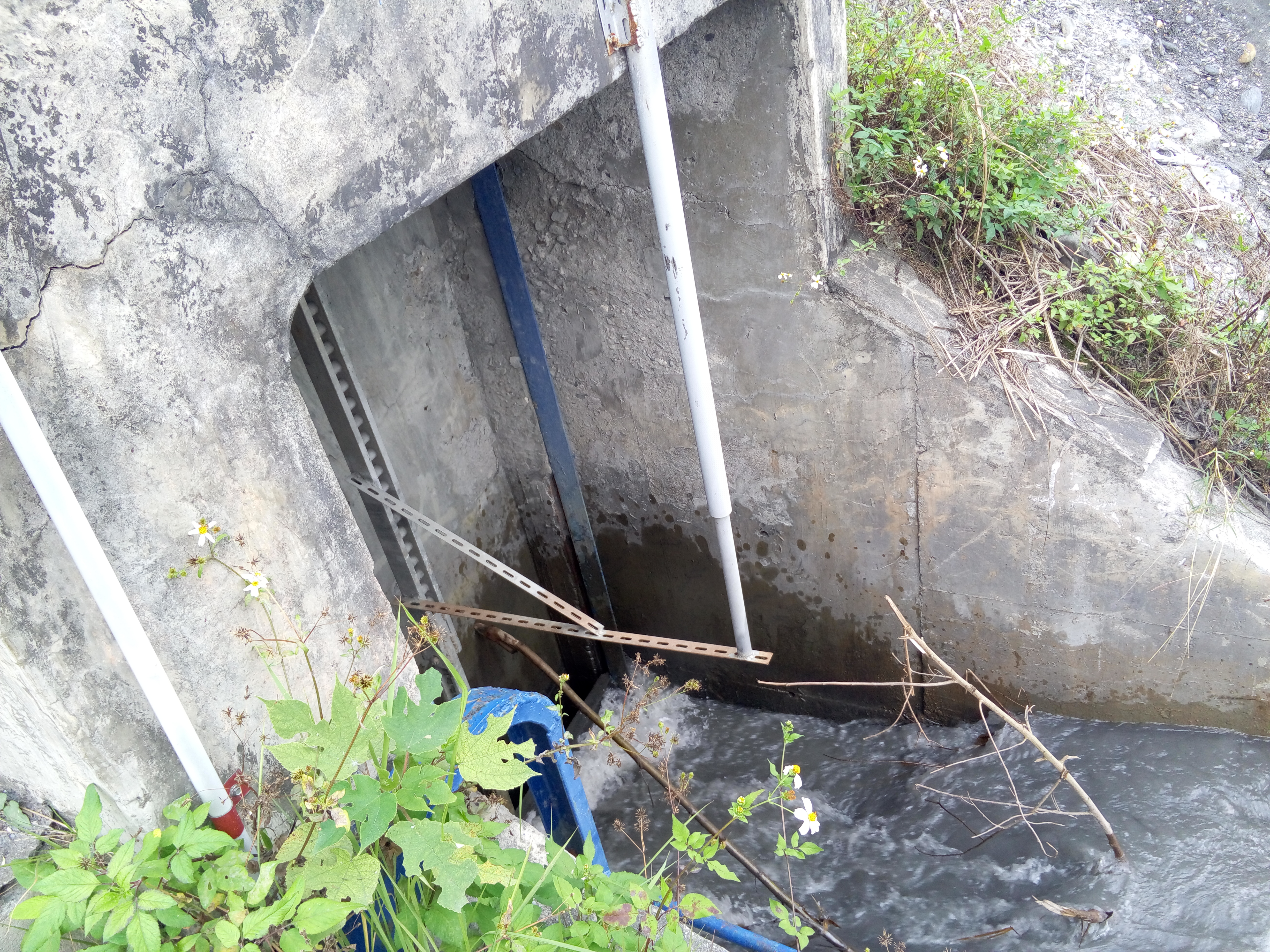
和平圳進水口近距離特寫
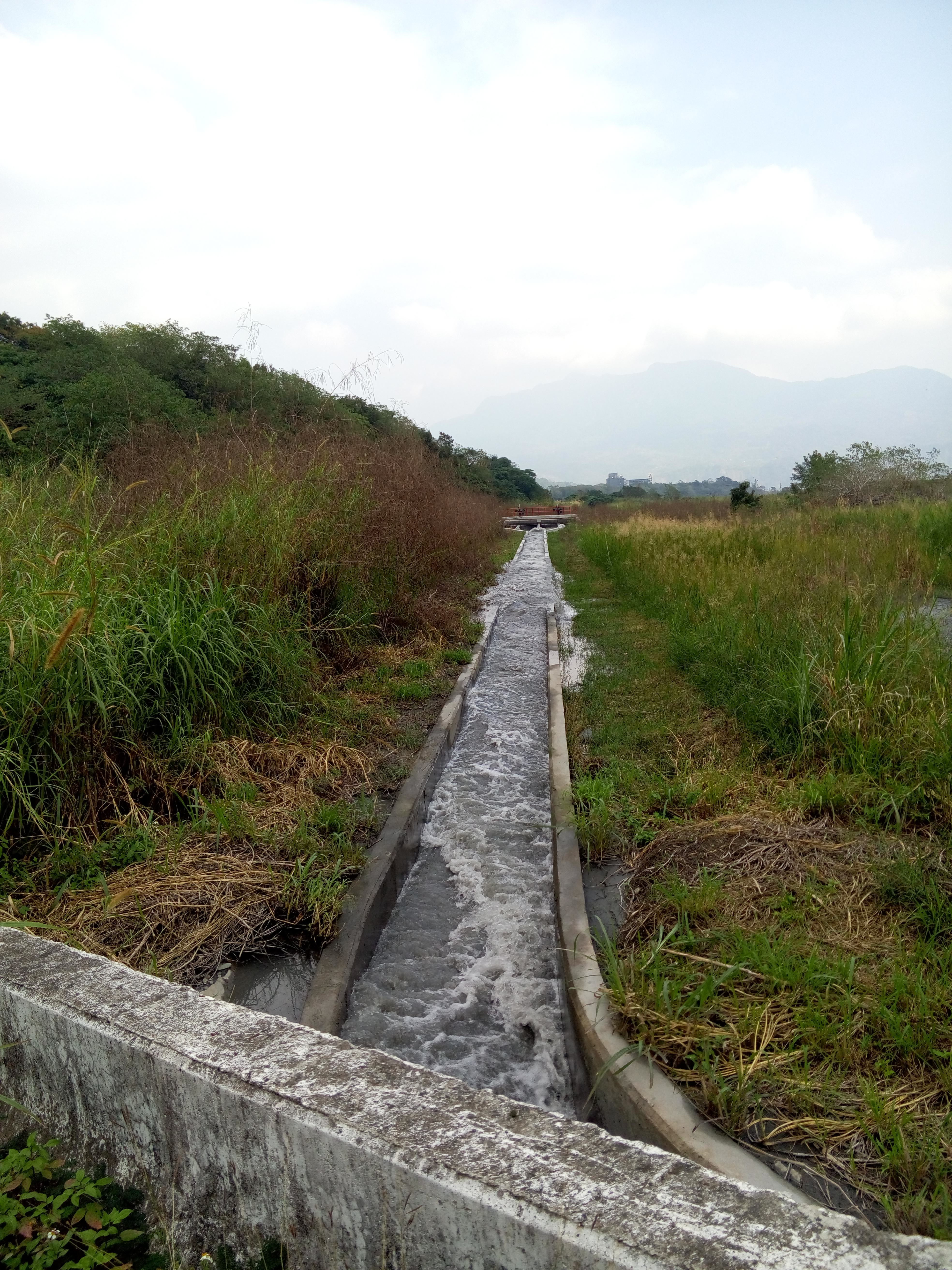
和平圳進水口與沉沙池之間的導水路
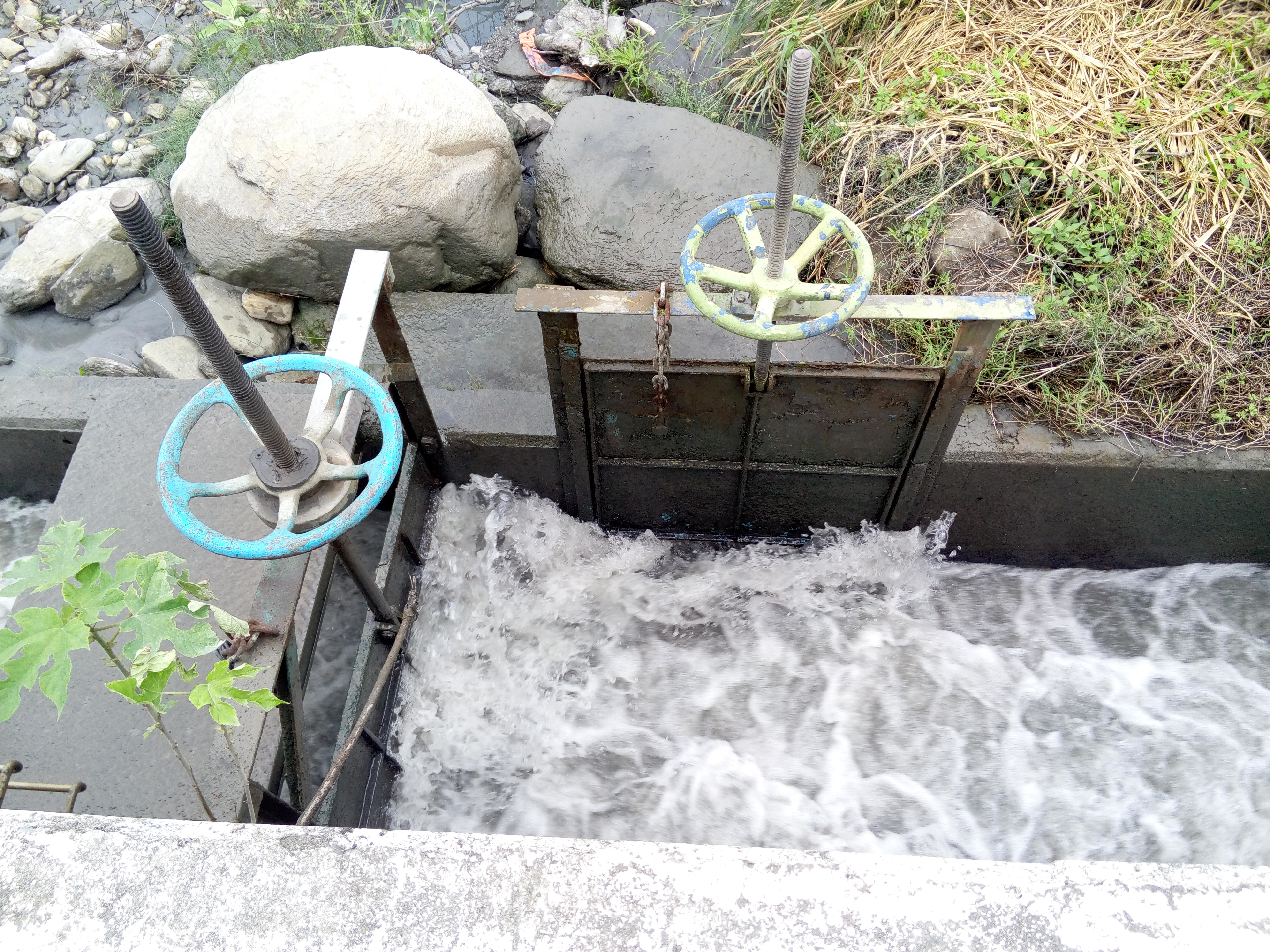
和平圳第一分水門

### 導水設施
和平圳主幹線長約4公里，設有兩條排水線與三條支線，第一支線長1.275公里，第二支線長0.78公里，第三支線長1.268公里。

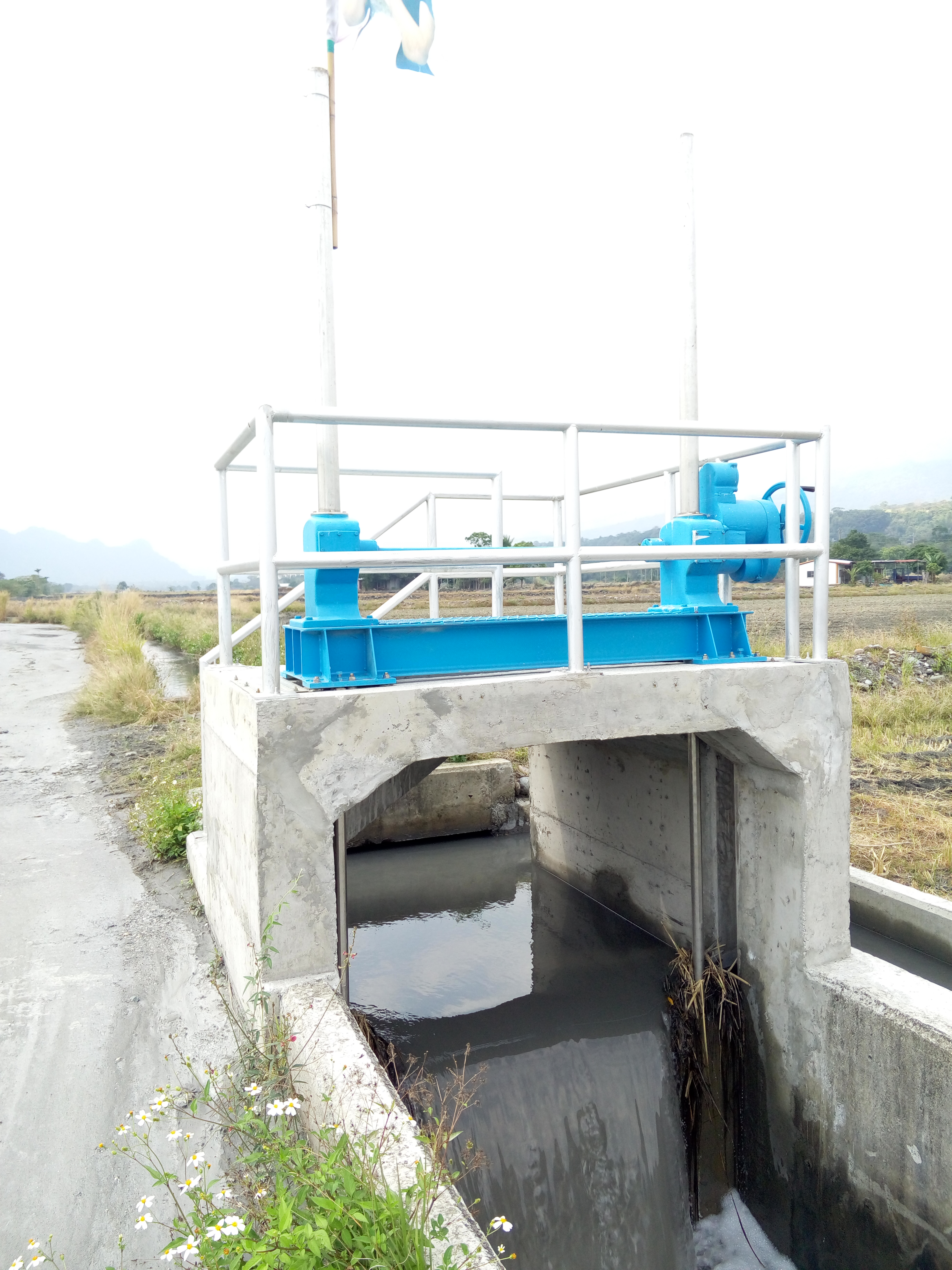
和平圳幹線上的一座水閘門

### 沉沙池
和平圳沉沙池設於進水口北方，並設有即時監控攝影機於沉沙池上方。

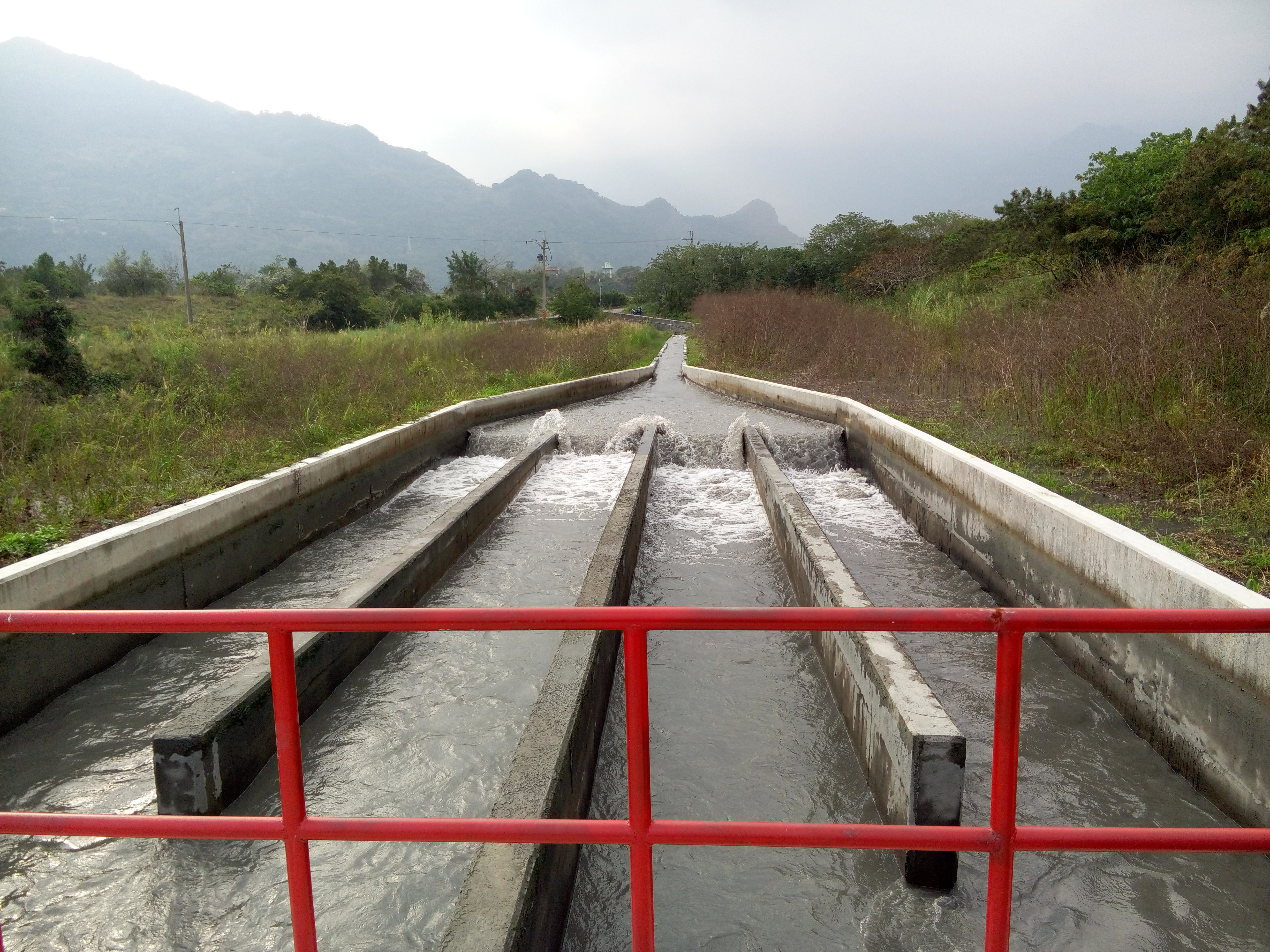
和平圳沉沙池正面
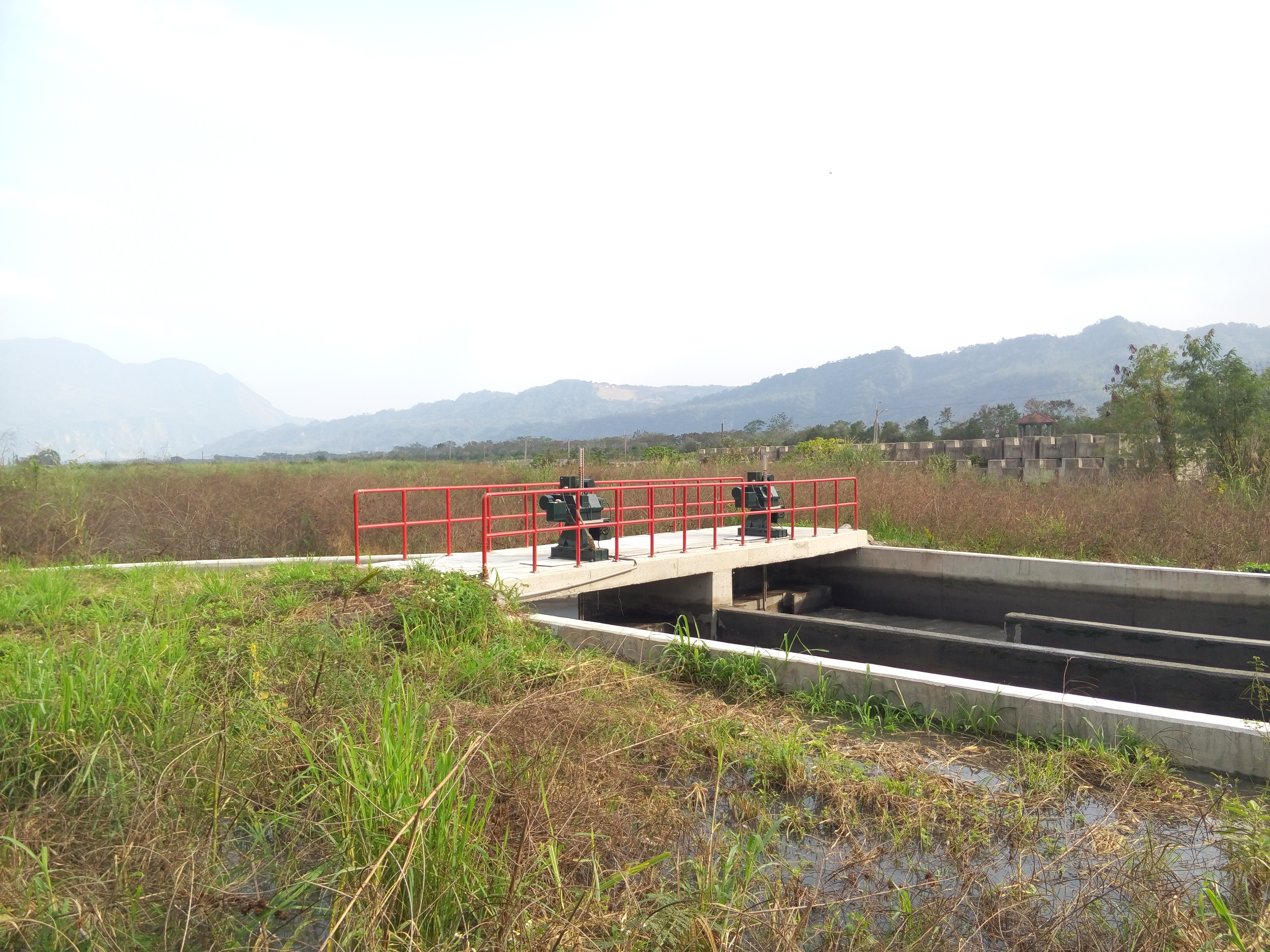
和平圳沉沙池遠觀
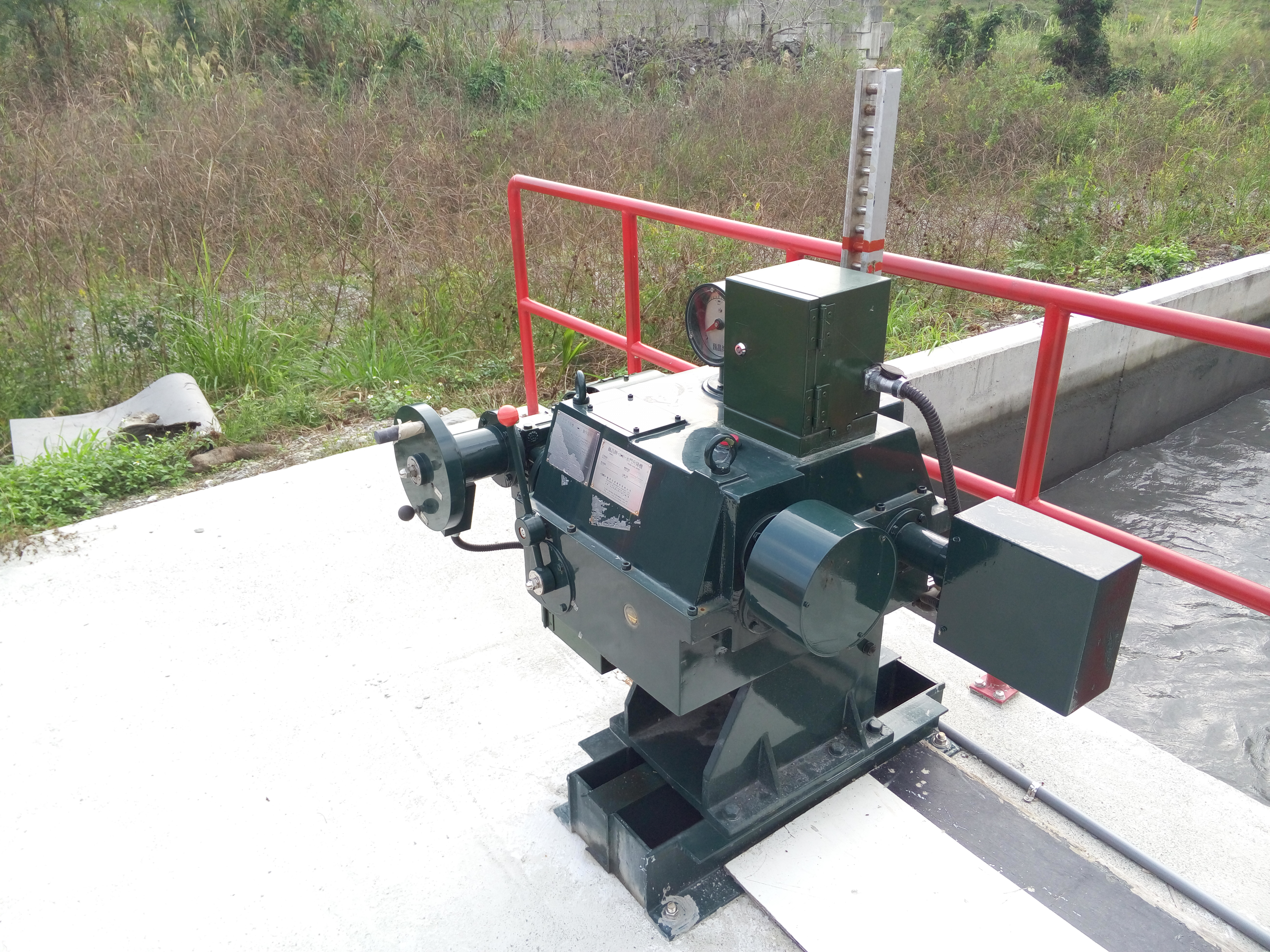
和平圳沉沙池閘門控制閥
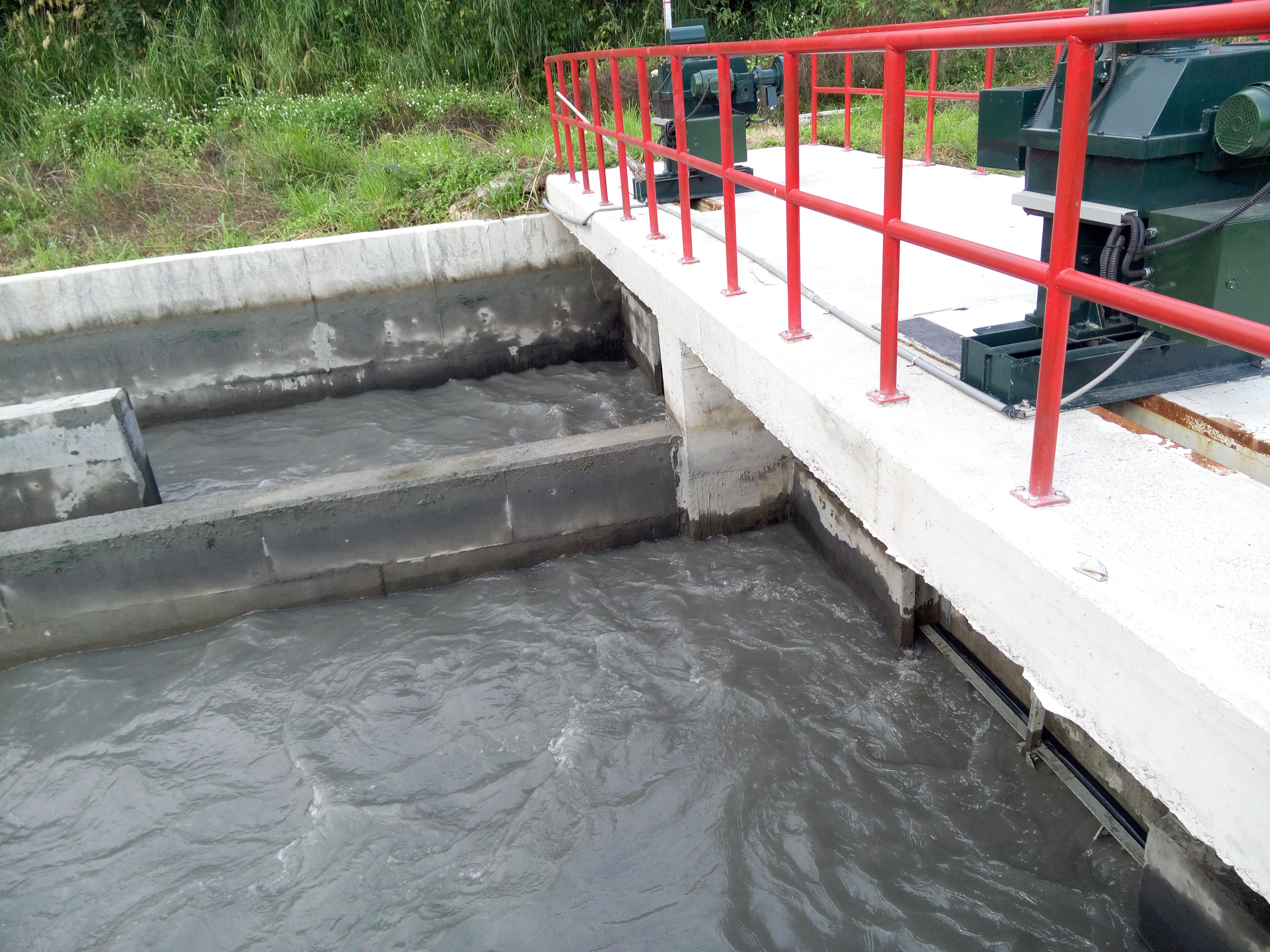
和平圳沉沙池分流水閘

## 周遭景點
- 舊鹿鳴橋
- 紅葉溫泉
- 布農部落
- 鹿野高台

## 資料來源
1. ↑  .   [2015-01-23]. （原始内容存档于2016-01-21）.
2. ↑  .   [2015-01-23]. （原始内容存档于2014-12-08）.
3. 1 2 3 4  .   [2011]. （原始内容存档于2015-01-23）.
4. ↑  .   [2015-01-23]. （原始内容存档于2015-01-23）.